# Brig-Glis
Brig-Glis (Brigue-Glis en francès) és una ciutat del cantó suís del Valais, cap del districte de Brig-Glis.
Es tracta d'una ciutat històrica de Suïssa, situada en un encreuament estratègic: a la carretera de Simplon que va a la Glacera del Roine.

## Història
Mencionada per primer cop el 1215, no va arribar a la categoria de ciutat fins al segle xvii. Gràcies a Kaspar Jodok von Stockalper (1609-1691), un home de negocis, la ciutat va prosperar. El municipi actual és fruit de la fusió de Brigue, Brigerbad i Glis.

## Persones il·lustres
- Gianni Infantino (n. 1970), President de la FIFA